# Стоксейри
Стоксейри (исл. Stokkseyri, исландское произношение: [ˈstɔhcsˌeirɪ]) — небольшой городок на юго-западе Исландии. Входит в состав общины Аурборг региона Сюдюрланд. Население составляет 445 человек по состоянию на 2011 год.
Основан в X веке одним из первых поселенцев Исландии Хастеинном Атласономдр.-сканд. Hásteinn Atlason. Первоначально Стоксейри был важным рыболовным и торговым центром, в наши же дни активно посещается туристами.
Имеется школа, лютеранская церковь, ресторан и музей. Через город проходит дорога регионального значения Гёйльверьябайярвегюр 33.
Городку посвящена одна из композиций исландских эмбиент/пост-рок музыкантов «Jónsi & Alex». В Стоксейри родился известный исландский композитор, органист, педагог и дирижер Паудль Исоульфссон (исл. Páll Ísólfsson; 1893–1974).
Ежегодно в Стоксейри в первые выходные июля проходит городской семейный фестиваль Bryggjuhátíð (рус. Праздник пристани). 